# Кучино (платформа)
Ку́чино — остановочный пункт Горьковского направления Московской железной дороги и Калужско-Нижегородского диаметра в одноимённом микрорайоне городского округа Балашиха Московской области.

## История
Остановочный пункт был основан в 1898 году. Изначально остановочный пункт служил для остановки дачных поездов, а также посадки и высадки пассажиров без багажа.

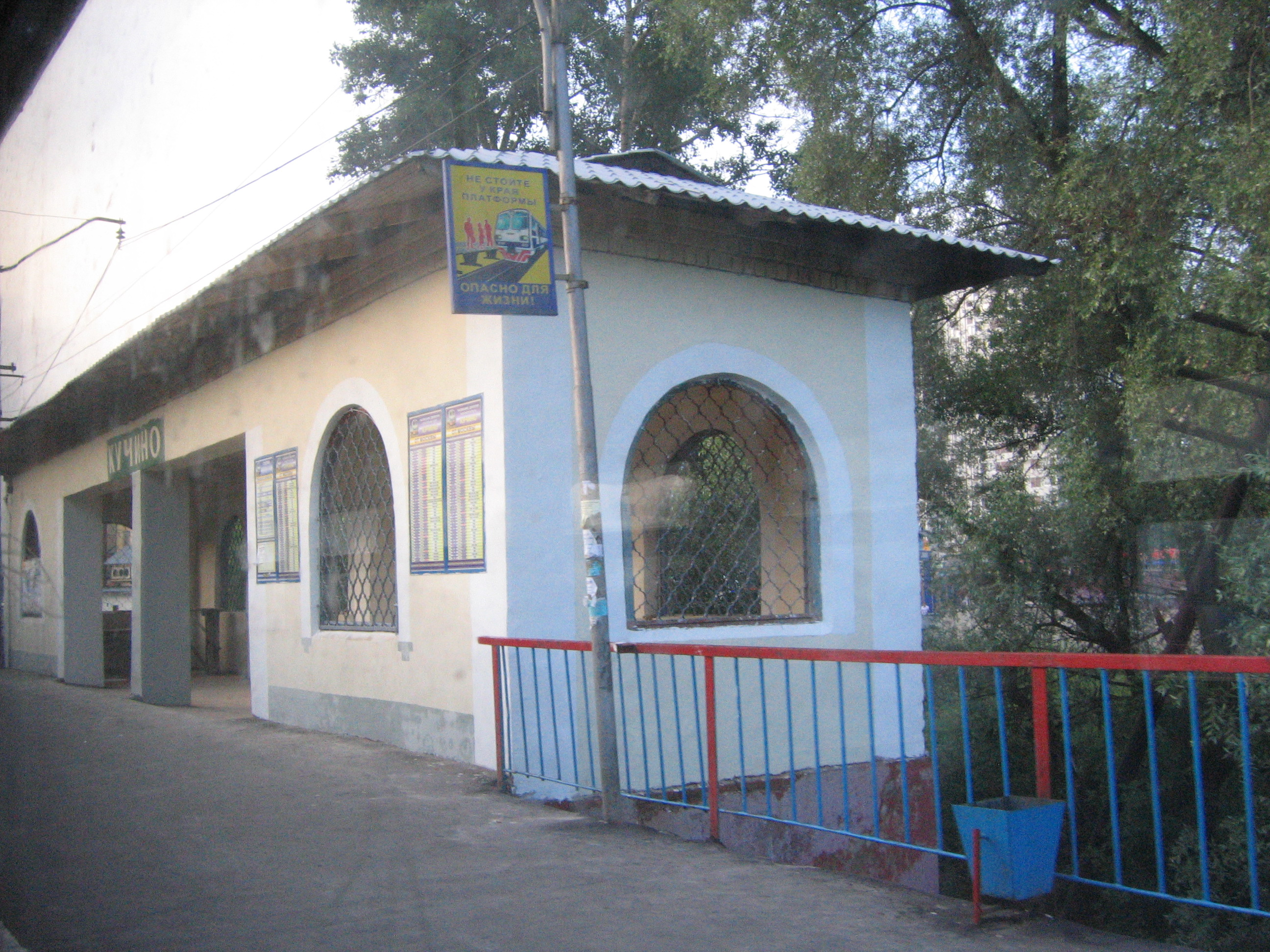
Закрытая после строительства новой платформа от Москвы, 2007 г.
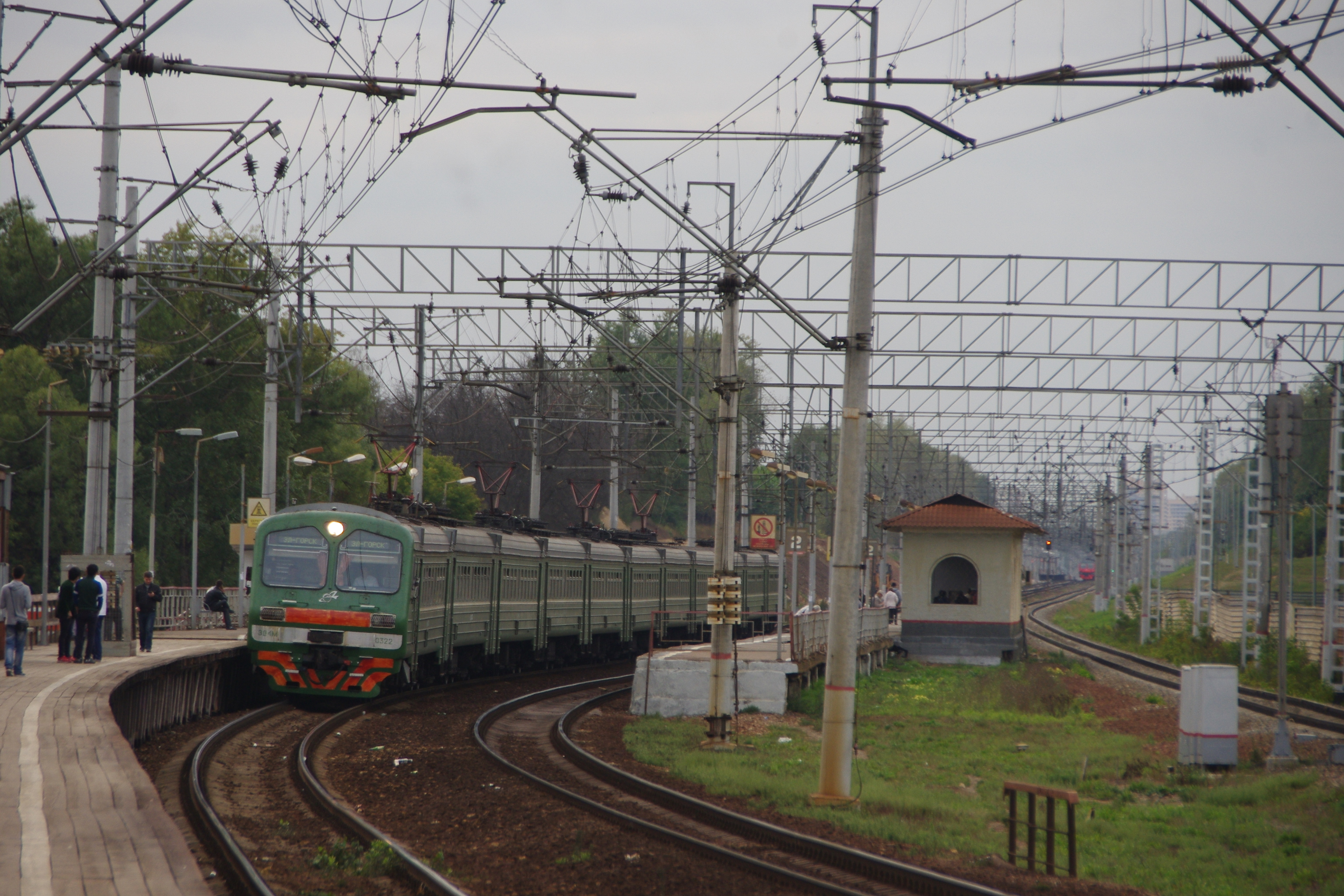
Вид на остановочный пункт со стороны просп. Жуковского, 2014 г.
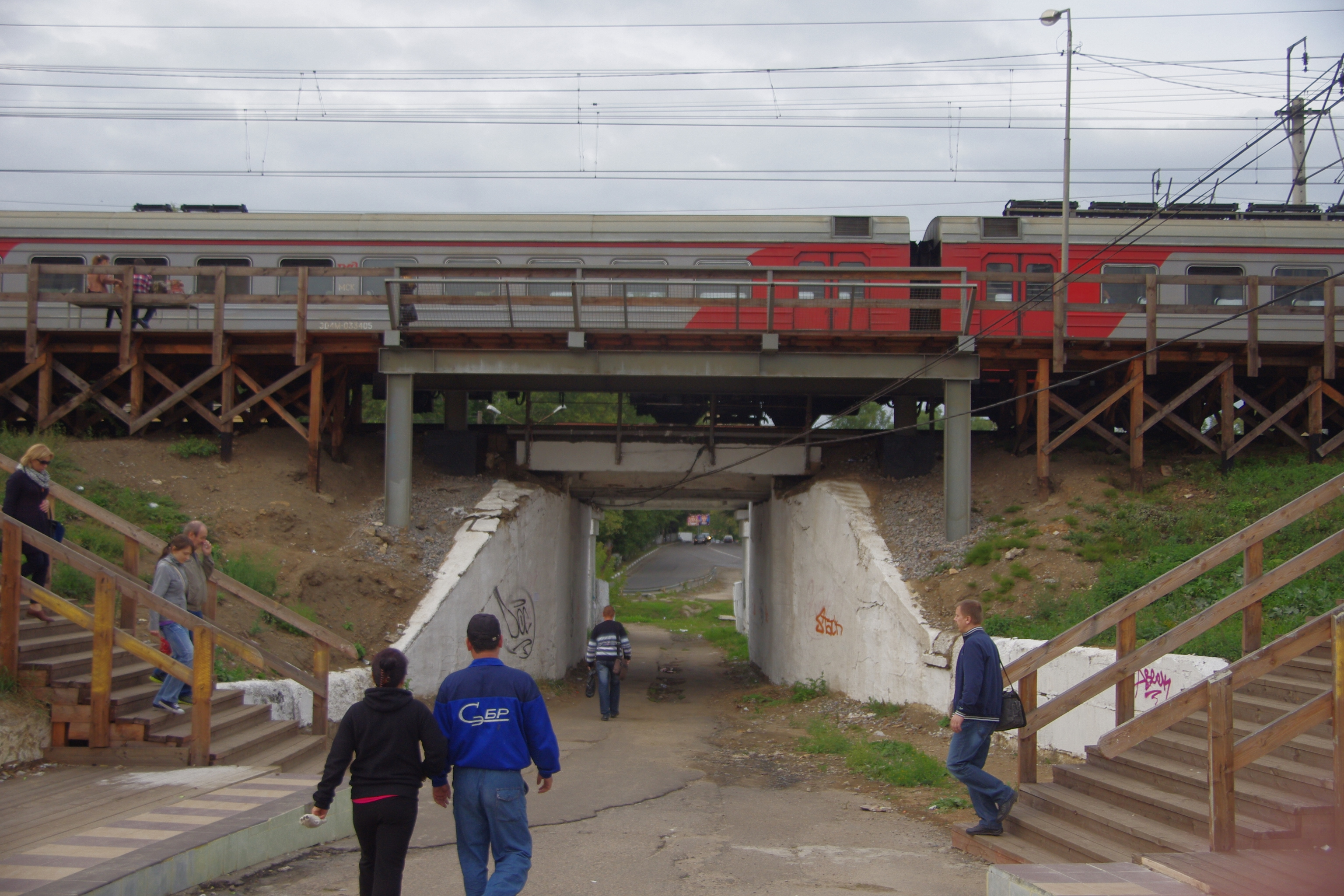
Закрытый впоследствии пешеходный проход около о. п., 2014 г.

## Описание

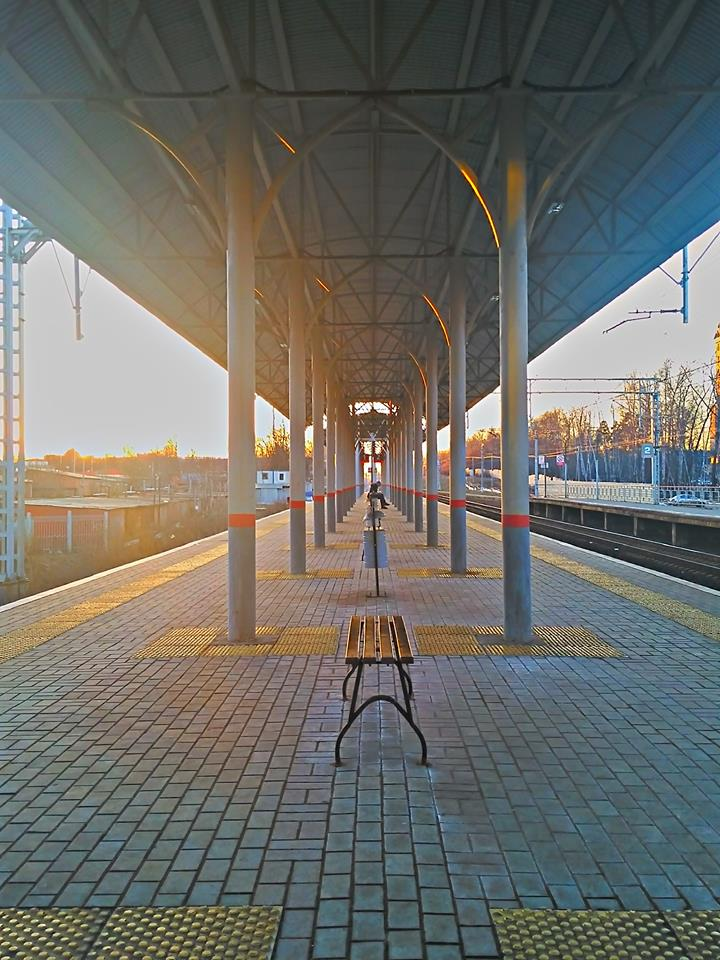
Платформа, бывшая ранее платформой в сторону области. После реконструкции стала островной и обслуживает поезда в обе стороны

### Расположение
Остановочный пункт располагается в центре микрорайона Кучино Балашихи между остановочными пунктами Ольгино и Салтыковская.
С юга к станции примыкает ул. Центральная (как составная часть Носовихинского шоссе) и автобусная остановка «МЦД Кучино», на которой можно пересесть на внутригородские маршруты автобусного транспорта.
На севере остановочный пункт имеет выход к улице Чаплыгина, на востоке к остановочному пункту примыкает проспект Жуковского.

### Инфраструктура
Остановочный пункт состоит из одной платформы (вторая, по состоянию на 2023 год, снесена), оборудованной навесом.
Платформы и город связаны подземным пешеходным переходом. Остановочный пункт не оборудован турникетами, есть валидаторы.

### Достопримечательности
В 5 минутах ходьбы от остановочного пункта на северо-запад располагается дом-музей Андрея Белого.

## Пассажирское движение
На платформе останавливается ряд пригородных электропоездов Горьковского направления. Экспрессы и поезда дальнего следования следуют через остановочный пункт без остановки.

## Перспективы развития
Кучино отмечено как одна из точек маршрута планируемого скоростного легкорельсового транспорта, проходящего от улицы Пригородная микрорайона Саввино через микрорайон Железнодорожный в Москву.